# To the Extreme
To the Extreme es el primer álbum de Vanilla Ice, lanzado en 1990 de estilo hip hop. Logró mantenerse en la lista Billboard 200 durante 16 semanas en este álbum, el cual vendió 11 millones.

## Historia
En 1989 Vanilla Ice lanzó una versión temprana de To the Extreme bajo el título Hooked para Ichiban Records. "Play That Funky Music" fue lanzado como el primer sencillo del álbum, con "Ice Ice Baby" apareciendo como el lado B. El single de 12 pulgadas contó con versiones para radio , instrumentales y a capela de "Play That Funky Music", y la versión de radio y la remezcla "Miami Drops" de "Ice Ice Baby". Cuando un disc jockey puso "Ice Ice Baby" en lugar del lado A del sencillo, la canción obtuvo más éxito que "Play That Funky Music". Un video musical de "Ice Ice Baby" fue producido por $ 8,000. El video fue financiado por el gerente de Vanilla Ice, Tommy Quon, y fue filmado sobre el tejado de una nave industrial en Dallas, Texas.

## Lista de canciones
| To the Extreme |                          |                            |                        |          |  |
| N.º            | Título                   | Escritor(es)               | Producer(s)            | Duración |  |
| 1.             | «Ice Ice Baby»           | Vanilla Ice and Earthquake | Vanilla Ice            | 4:31     |  |
| 2.             | «Yo Vanilla»             | Vanilla Ice                | Vanilla Ice            | 0:04     |  |
| 3.             | «Stop That Train»        | Vanilla Ice and Earthquake | Vanilla Ice            | 4:29     |  |
| 4.             | «Hooked»                 | Vanilla Ice                | Khayree                | 4:52     |  |
| 5.             | «Ice Is Workin' It»      | Vanilla Ice and Earthquake | Vanilla Ice            | 4:36     |  |
| 6.             | «Life Is a Fantasy»      | Vanilla Ice and Earthquake | Earthquake             | 4:47     |  |
| 7.             | «Play That Funky Music»  | Vanilla Ice and Earthquake | Vanilla Ice            | 4:22     |  |
| 8.             | «Dancin'»                | Vanilla Ice and Earthquake | Earthquake and Khayree | 5:00     |  |
| 9.             | «Go Ill»                 | Vanilla Ice                | David Deberry          | 5:00     |  |
| 10.            | «It's a Party»           | Vanilla Ice                | Khayree                | 4:39     |  |
| 11.            | «Juice to Get Loose Boy» | Vanilla Ice                | Vanilla Ice            | 0:08     |  |
| 12.            | «Ice Cold»               | Vanilla Ice                | Darryl Williams        | 4:05     |  |
| 13.            | «Rosta Man»              | Vanilla Ice                | Darryl Williams        | 4:36     |  |
| 14.            | «I Love You»             | Vanilla Ice                | Kim Sharp              | 5:06     |  |
| 15.            | «Havin' a Roni»          | Vanilla Ice                | Vanilla Ice            | 1:09     |  |

## Posicionamiento en lista
| Lista (1990)                                  | Posición |
| --------------------------------------------- | -------- |
| Alemania (Media Control Charts)               | 13       |
| Australia (ARIA Charts)                       | 9        |
| Austria (Ö3 Austria Top 40 Longplay)          | 8        |
| Canadá (RPM 100 Albums)                       | 2        |
| Estados Unidos (Billboard 200)                | 1        |
| Estados Unidos (Billboard R&B/Hip-Hop Albums) | 6        |
| Japón (Oricon)                                | 68       |
| Noruega (VG-lista)                            | 11       |
| Nueva Zelanda (RIANZ)                         | 11       |
| Reino Unido (UK Albums Chart)                 | 4        |
| Suecia (Sverigetopplistan)                    | 17       |
| Suiza (Schweizer Hitparade)                   | 6        |

## Personal
- Vanilla Ice: voz de rap
- Paul Lommis: sintetizadores, sampler, Caja de ritmos y bajo
- Craig Pride: coros
- Deshay: beats y coros